# Azedine Beschaouch
Azedine Beschaouch (Túnis, 18 de abril de 1938) é um arqueólogo e historiador da Tunísia, especialista na África romana.

## Biografia
Antigo pensionista estrangeiro da École normale supérieure (1961-1967) em França, e membro estrangeiro da Escola francesa de Roma (1967-1970), Azedine segue uma carreira de proteção pelo património cultural e torna-se diretor do Instituto nacional do património da Tunísia de 1973 a 1982.
Presidente de junta adjunto de Cartago de 1975 a 1990, facilita a campanha internacional levada a cabo pela UNESCO para a salvaguarda do sítio arqueológico de Cartago. Torna-se o representante pessoal do diretor geral da Unesco para a salvaguarda de Angkor, depois de se tornar diretor do Comité do Património Mundial.
Em 1997 foi eleito sócio estrangeiro da Académie des inscriptions et belles-lettres de França, e é também membro da Academia das ciências, letras e artes da Tunísia. De fato faz parte de várias sociedades de sábios, como a Sociedade do estudo do Magreb pré-histórico, antigo e medieval e a Sociedade nacional dos antiquários de França.
É nomeado Ministro da Cultura no governo de seu país - governo esse formado a 27 de janeiro de 2011 - e depois no de Béji Caïd Essebsi.

## Publicações
- Mustitana. Recueil des nouvelles inscriptions latines de Mustis, Klincksieck, Paris, 1968
- Les Ruines de Bulla Regia (com Roger Hanoune et Yvon Thébert), École française de Rome, Rome, 1977
- Recherches archéologiques franco-tunisiennes à Bulla Regia. I. Miscellanea (com Roger Hanoune, Mustapha Khanoussi, Albéric Olivier et Yvon Thébert), École française de Rome, Rome, 1983
- La légende de Carthage, Découvertes Gallimard (n° 172), Paris, 1993
- Les sodalités africo-romaines, Institut de France, Paris, 2006
- Confidences de Tunisie [dir.], éd. Le Cherche Midi, Paris, 2007
- Deux décennies de coopération archéologique franco-cambodgienne à Angkor [dir.], éd. De Boccard, Paris, 2017